# Las Salinas (República Dominicana)
Las Salinas é uma pequena cidade da República Dominicana pertencente à província de Barahona.
Sua população estimada em 2012 era de 4 790 habitantes.